# Campana di Manfredonia
La campana di Manfredonia era una gigantesca campana presente nella cittadina pugliese di Manfredonia, famosa perché le sue colossali dimensioni la rendevano impossibile da suonare.

## Storia
La campana venne donata alla città di Manfredonia da Manfredi Maletta, conte camerlengo di re Manfredi. Nei Diurnali (che sono però un noto falso storico) si afferma invece che la campana venne fatta su ordine di re Manfredi perché potesse essere usata per dare l'allarme nel caso Manfredonia, appena edificata, fosse stata attaccata.
Il duca Ruggiero della Guardia asserisce che re Carlo, il 3 novembre 1276, l'avrebbe fatta prelevare e spostare nella basilica di San Nicola di Bari, dove sarebbe stata fusa per realizzare altre campane più piccole. Altre fonti affermano però che tale ordine non venne eseguito e che la campana rimase a Manfredonia per molto tempo ancora: la sua presenza a Manfredonia è attestata nel 1431 da ser Mariano di Nanni, un prete di Siena, e nel 1528 da Leonardo Santoro da Caserta. La campana fu forse trafugata dai turchi nel sacco del 1620, oppure riutilizzata dal colonnello Francisco Balbasor il quale, venendo intorno al 1734 dalla Spagna (dove aveva pubblicato un trattato matematico curiosamente intitolato La campana de Manfredonia), era divenuto a Napoli comandante dell'artiglieria napoletana e direttore della fonderia di cannoni (e come tale bisognoso di bronzo) della darsena presso il Castel Nuovo.

## Nella cultura
La campana è citata, in riferimento alle sue dimensioni e al suo presunto suono poderoso, in alcune opere, come il poema esegetico di Alberto Baccanti Maometto ("Forte così, che parve la campana / Di Manfredonia, quando suono a foco / Che del regno si sente in ogni loco") e le Favole letterarie di Tomás de Iriarte, nella traduzione italiana di Filippo Irenico ("Incominciò [lo scimmiotto] dal contraffare il morto, / Poi ballò sulla corda all'arlecchina / Fece il salto mortal, che non fu corto, / Né lungo fu, ma forza peregrina; / Le campane suonò di Manfredonia / Che stupir tutti, e vinse la Demonia").
Alla campana di Manfredonia fanno riferimento anche modi di dire e proverbi locali. Uno, ad esempio, è "andare di male in peggio, come la campana di Manfredonia", attestato anche nell'opera di Carlo Milanesi Curradina, anche se non è chiaro cosa sarebbe successo alla campana per far nascere questo detto; un altro modo di dire è "fare come le campane di Manfredonia", poiché il suono della campana ricorda le parole "Dammi" e "Dotti" (ossia "tu dà a me" e "io do a te", in riferimento alla vendetta), un detto citato tra l'altro nel Pentamerone di Basile e nelle Serve al forno di Nelli. Nel bitontino si dice anche "sentire suonare le campane di Manfredonia", che in questo caso sono i campanacci appesi al collo del bestiame.